# Нитеперовые
Нитеперовые, или нитепёрые (лат. Nemipteridae), — семейство морских лучепёрых рыб из отряда спарообразных (Spariformes). Ранее относили к отряду окунеобразных. Представители семейства распространены в тропических и субтропических водах Индийского и Тихого океанов.

## Описание
Тело удлинённое или умеренно высокое, сжато с боков, покрыто ктеноидной чешуёй. Рот конечный, небольшой. Предчелюстная кость выдвижная. Зубы на обеих челюстях конической формы, у Nemipterus  и  Pentapodus в передней части челюстей имеются увеличенные клыковидные зубы. На сошнике и нёбе зубы отсутствуют. Четыре жаберные дуги; жаберные тычинки короткие, шишкообразные. В длинном спинном плавнике 10 колючих и 9 мягких лучей. В анальном плавнике 3 колючих и 7 (8 у Nemipterus virgatus) мягких лучей. У некоторых видов лучи верхней лопасти хвостового плавника вытянуты в филаменты.
Из-за сходства в морфологии точная видовая идентификация нитеперовых часто затруднена. Меристические признаки, такие как количество лучей в плавниках и количество чешуек, а также форма и пропорции тела, относительно постоянны и имеют лишь ограниченное применение в качестве идентификации отдельных видов.  Виды этого семейства легче всего различить по прижизненной окраске или окраске свежеотловленных экземпляров. После фиксации цветовые узоры плохо сохраняются.
Нитеперовые — рыбы небольшого размера. Максимальная длина тела представителей разных видов варьируется от 9,7 до 38 см.

## Биология
Морские бентопелагические рыбы. Питаются мелкими придонными рыбами, головоногими, ракообразными и полихетами; некоторые виды — планктоноядные. Некоторые виды рода Scolopsis являются последовательными протогиническими гермафродитами.

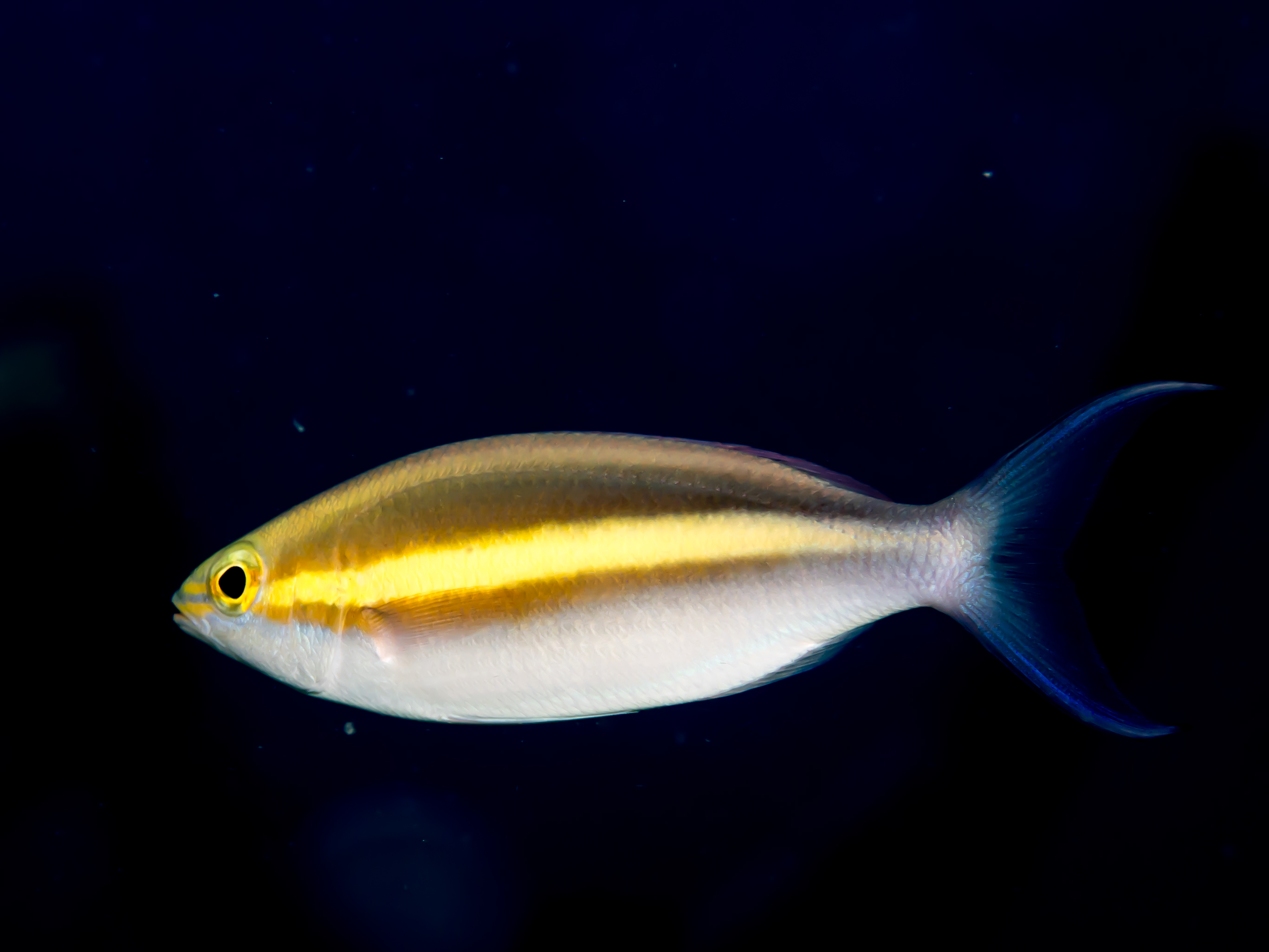
Pentapodus aureofasciatus

## Классификация
В состав семейства включают 5 родов с 67 или 70 видами:
- Nemipterus Swainson, 1839 — Нитепёры
- Parascolopsis Boulenger, 1901 — Парасколопсы
- Pentapodus Quoy & Gaimard, 1824 — Пентаподы
- Scaevius Whitley, 1947
- Scolopsis Cuvier, 1814 — Сколопсы